# Kamienica przy ulicy Jabłonowskich 7 w Krakowie
Kamienica przy ulicy Jabłonowskich 7 – zabytkowa kamienica znajdująca się w Krakowie, w dzielnicy I, na Nowym Świecie.
Kamienica została wzniesiona w latach 1902–1903 według projektu architekta Leopolda Tlachny.
Kamienica została wpisana do gminnej ewidencji zabytków. Znajduje się na obszarze Nowego Światu, którego układ urbanistyczny został wpisany 9 czerwca 2015 do rejestru zabytków.